# Powiat rawski (Galicja)
Powiat rawski (również powiat Rawa ruska) – dawny powiat kraju koronnego Królestwo Galicji i Lodomerii, istniejący w latach 1867–1918.
Siedzibą c. k. starostwa była Rawa. Powierzchnia powiatu w 1879 roku wynosiła 14,0816 mil kw. (810,26 km²), a ludność 76 570 osób. Liczył 71 osad, zorganizowanych w 87 gmin katastralnych.
Na terenie powiatu działały 3 sądy powiatowe: w Rawie, Niemirowie i Uhnowie.

## Starostowie powiatu
- Rudolf Gubatta (1871–1882)
- Jan Hellmann (1890)

## Komisarze rządowi
- Marceli Manasterski (1871)
- Antoni Punicki (1879)
- Wincenty Gąsiewicz (1882)
- Marian Nenyczko (1890)

## Marszałkowie
- Aleksander Czaykowski (zm. w 1884[2])